# Індепенденсія (провінція Домініканської Республіки)
Індепенденсія (ісп. Independencia) - провінція Домініканської Республіки, розташована на заході, на кордоні з Гаїті. Була відокремлена від провінції Баоруко в 1950 році.

## Місцеві та регіональні муніципальні райони
Провінція розділена на шість муніципалітетів (municipio), а в межах муніципалітетів - на шість муніципальних районів (  distrito municipal  - DM):
- Дуверхе
  - Венган-а-Вер (D.M.)
  -  Пуерто-Ескондідо (D.M.)
- Кристобаль
  - Батей 8 (D.M.)
- Ла-Дескуб'єрта
- Мелла
  - Ла-Колонія (D.M.)
- Пострер-Ріо
  - Гуаябаль (D.M.)
- Хімані
  - Бока-де-Качон (D.M.)
  - Ель-Лимон (D.M.)

Населення по муніципалітетам на 2012 рік (відсортована таблиця):
| № | Назва                   | Загальне населення | Міське населення | Сільське населення |
| - | ----------------------- | ------------------ | ---------------- | ------------------ |
| 1 | Дуверхе                 | 25 971             | 15 452           | 10 519             |
| 2 | Кристобаль              | 7952               | 2967             | 4985               |
| 3 | Ла-Дескуб'єрта          | 10 022             | 5767             | 4255               |
| 4 | Мелла                   | 5052               | 4131             | 921                |
|   | Пострер-Ріо             | 6323               | 2338             | 3985               |
| 5 | Хімані                  | 19 263             | 11 742           | 7521               |
| 6 | Провінція Індепенденсія | 74 583             | 42 397           | 32 186             |